# Carlos María Sayago
Carlos María Sayago Moreno (Copiapó, 12 de octubre de 1840-Santiago, 1 de febrero de 1926) fue un historiador y político chileno.

## Biografía
Estudió en la escuela jesuita La Merced, y su enseñanza superior en la Escuela de Minas de Copiapó.
Es uno de los escritores cuya obra trascendió internacionalmente. Desempeñó diversos cargos en la administración pública y fue el gran investigador de la historia de la Región de Atacama, desde sus orígenes hasta 1874, año de la primera edición de la Historia de Copiapó.
Sumada a su capacidad para investigar, además de haber obtenido acceso a archivos notables de la historia copiapina, especialmente, que luego resultaron quemados y perdidos definitivamente en un incendio que consumió la Intendencia de Atacama (1896-1900), su obra resulta particularmente importante y valiosa por los antecedentes que aporta.
Solo dos libros publicó en su vida, Crónica de la Marina de Chile, que no es muy conocido y la Historia de Copiapó, con tres ediciones, dos de éstas en Argentina, que han sido ampliamente difundidas en Chile. Hasta 1973 era una joya de coleccionistas la primera y única edición de la historia, editada en 1874. Sin embargo en 1973 la Editorial Francisco de Aguirre de Buenos Aires reeditó la obra, con fotografías y láminas. Consultar la Historia de Copiapó y auscultar pasado atacameño en esta obra es apasionante.
El historiador fue intendente de Atacama y luego de Antofagasta, cuando ocupaba el alto cargo en Copiapó logró terminar la historia que le hizo célebre.

## Libros publicados
- 1864 - Crónica de la Marina Militar de la República de Chile
- 1874 - Historia de Copiapó (2.ª edición, 1973. 3.ª edición, 1997, 4.ª edición 2006, 5.ª edición 2010)[2]
- 1896 - La cuestión de límites chileno-argentina en la región atacameña[3]

## Homenajes póstumos
El Círculo de las Letras de Caldera, un salón de la Intendencia regional de Atacama, calles de la Región de Atacama, la Biblioteca Pública del mineral de El Salvador y el Salón de Honor de la Ilustre Municipalidad de Copiapó, entre otras, perpetúan su nombre.